# Lijst van burgemeesters van Ooststellingwerf
Dit is een lijst van burgemeesters van de Nederlandse gemeente Ooststellingwerf in de provincie Friesland.
| Ambtsperiode | Naam burgemeester                                             | Partij of stroming          | Bijzonderheden                                                                                          |
| ------------ | ------------------------------------------------------------- | --------------------------- | --- |
| 1851 - 1865  | jhr.mr. Georg Wolfgang Franciscus (G.W.F.) Lycklama à Nyeholt |                             | Voorafgaand sinds 1841 grietman van Ooststellingwerf                                                    |
| 1865 - 1870  | mr. Petrus Adrianus Bergsma                                   |                             | |
| 1870 - 1872  | Jean Lambert Klijnsma                                         |                             | |
| 1872 - 1876  | mr. C.W. Ament                                                |                             | |
| 1876 - 1877  | mr. J.A. Raedt                                                |                             | |
| 1877 - 1879  | Frans Feitsma Tjallingii                                      |                             | |
| 1879 - 1892  | Rudolf Ebels van der Loeff                                    |                             | was burgemeester van Delfzijl, ovl. 25 juni 1892                                                        |
| 1892 - 1896  | D. Witteveen                                                  |                             | |
| 1896 - 1903  | Evert Johannes Brinkhuis                                      |                             | was burgemeester van Vlagtwedde                                                                         |
| 1903 - 1913  | Yeb Wybrandus Feikema (1844-1913)                             |                             | |
| 1913 - 1918  | Gauke (G.) Kootstra                                           |                             | werd burgemeester van Emmen en Gorkum                                                                   |
| 1918 - 1928  | Jochum (J.J.G.S.) Falkena                                     | VDB                         | |
| 1928 - 1938  | Einte (E.) van Douwen                                         |                             | |
| 1938 - 1965  | Mr. Gerlof (G.A.) Bontekoe                                    | Vrijheidsbond, na 1946 PvdA | Na bevrijding gestaakt, van 1945 tot 1947 was H. Vondeling waarnemend burgemeester van Ooststellingwerf |
| 1965 - 1985  | Dr. Tieme (T.H.) Oosterwijk                                   | PvdA                        | |
| 1985 - 2005  | Mr. Hans (J.H.) Lesterhuis                                    | PvdA                        | |
| 2005 - 2021  | Drs. Harry (H.) Oosterman                                     | CDA                         | |
| 2021 - 2023  | Mr. Sandra (S.E.) Korthuis                                    | VVD                         | waarnemend                                                                                              |
| 2023 -       | Jack (J.) Werkman                                             | VVD                         | [ 2 ]                                                                                                   |